# 間盜役
間盜役，效力於盛岡藩南部家的忍者集團，活躍於岩手縣一帶。

## 起源
間盜役的起源是南部家首代當主南部光行所籌組，他招募了被稱作「本朝無双之名人」的齊籐式部政道，齊籐式部曾經學習過中國武術，並開創了名為「間盗役」的忍術，被南部光行任用為專屬南部家的忍者集團間盗役。由於本身所學忍術從中國武術所衍生，故齊籐式部把苗字改為「唐」，世代居住三戶。
間盜役曾經受當主南部信直的命令，在天正二十年（1593年）趁著過去曾支持九戶政實反叛的工藤業綱前去二戶參拜岩屋觀音堂時，派唐式部等間盜役將之暗殺。後來在文久元年（1861年）南部家製作《参考諸家系図》時間盜役的領袖唐專太郎也被列入甲州譜代之列。

## 關連項目
- 盛岡藩
- 忍者